# رومین گال
رومین گال (انگلیسی: Romain Gall؛ زادهٔ ۳۱ ژانویهٔ ۱۹۹۵) بازیکن فوتبال اهل ایالات متحده آمریکا است.
از باشگاه‌هایی که در آن بازی کرده‌است می‌توان به باشگاه فوتبال مالمو، کلمبوس کرو، و باشگاه فوتبال سوندسوال اشاره کرد.
وی همچنین در تیم‌های ملی فوتبال United States men's national under-18 soccer team, United States men's national under-20 soccer team، و ایالات متحده آمریکا بازی کرده‌است.